# Sint-Annen

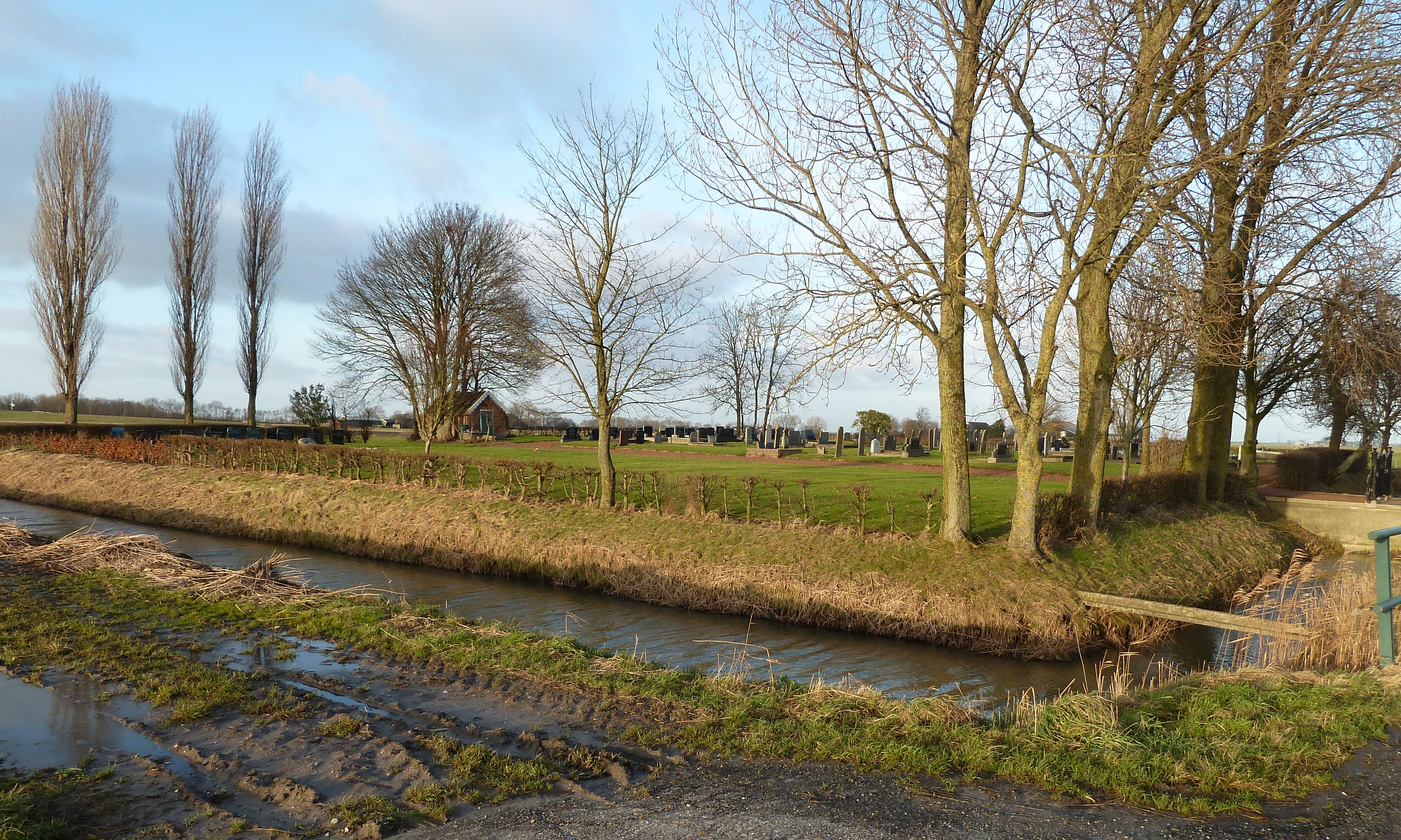
Begraafplaats van het dorp aan de Thesingerweg (richting Thesinge)

Sint-Annen (Gronings: Sunt Anne of Lutje Auwerd) is een dorp in de gemeente Groningen in de Nederlandse provincie Groningen. Het dorp telt volgens het CBS 185 inwoners (2023) en volgens de gemeente 200 inwoners (postcodegebied). Tot 1 januari 2019 behoorde het dorp tot de gemeente Ten Boer. 
De schimpnaam voor de bewoners is 'potjebulen', wat staat voor 'zeurkousen' (zeikerds). Potjebuul is een Groningse benaming voor een papgerecht, dat ook bekend is als stip in 't kuiltje.

## Geografie
Sint-Annen is een komdorp halverwege Ten Boer en Bedum, waar de weg naar Thesinge en het Damsterdiep begint. Ten westen van Sint-Annen ligt vlak naast het dorp Bedum de gelijknamige buurtschap Sint Annerhuisjes. Tussen Sint Annerhuisjes en Sint-Annen ligt de boerderij Waterleuzen. Ten zuidwesten van het dorp ligt de buurtschap Lutjewolde en nog iets zuidwestelijker het streekje het Reidland. Ten zuidoosten van Sint-Annen ligt ten oosten van de Boersterweg het streekje Emmerwolde.
Het dorp ligt aan de provinciale weg N993 tussen Bedum en Ten Boer. Ongeveer een kilometer ter westzijde van het dorp heeft de N993 een aansluiting op de Eemshavenweg. vroeger liep de N993 door het dorp, maar in de jaren 1980 is ten noorden van het dorp een omleiding aangelegd, om zo het zware verkeer uit het plaatsje te weren. Sint-Annen lag vroeger aan het Sint-Annermaar, dat naar het westen uitstroomde in het Kardingermaar. De haven van het dorp is nu echter gedempt en het Sint-Annermaar stroomt tegenwoordig ten westen en zuiden om het dorp heen verder als de Waterlozing. De Waterlozing vormde vroeger de scheiding tussen het gebied van Thesinge en dat van Sint-Annen en Ten Boer.
De bodem rond Sint-Annen, Lutjewolde, Emmerwolde en Krangeweer bestaat vooral uit oude zeeklei. In de omgeving van Sint-Annen wordt vooral veeteelt bedreven. Dit is niet altijd zo geweest. Na de veepestepidemieën in de 18e eeuw en het stijgen van de graanprijzen gingen veel boeren er over op akkerbouw. Rond 1930 werd er tarwe, gerst, haver, kanariezaad (Phalaris canariensis), erwten, bonen, karwij, vlas, voeder- en suikerbiet, zaadbiet, rode en witte klaver en koolzaad verbouwd. Onder invloed van de gedaalde graanprijzen, het feit dat de grond hier minder geschikt was voor akkerbouw en de gestegen zuivelprijzen na het ontstaan van de EEG in de jaren 1950 gingen de meeste akkerbouwers weer over op veeteelt. Rond 1990 waren er rond Sint-Annen nog maar drie akkerbouwbedrijven, die toen met name tarwe, suikerbieten en koolzaad verbouwden.

## Geschiedenis

### Klooster
In het begin van de 14e eeuw werd op de plek het klooster Klein Aduard of Sint Anna gesticht.
Na de Reductie van Groningen verviel de eigendom hiervan aan de Staten van Groningen, die het in 1601, toen de provincie krap bij kas zat, op afbraak verkochten.

### Dorp
Op de plek van het vroegere klooster ontstond een nederzetting met de naam Sint Anna, waarvan de naam later werd gewijzigd in Sint-Annen. Bij de Kerstvloed van 1717 gingen 10 huizen in het dorp verloren, maar er kwamen geen inwoners om het leven bij deze overstroming. Wel kwam er veel vee om het leven. Sint-Annen lag altijd vrij geïsoleerd en groeide daarom nauwelijks. De belangrijkste verbinding was de Sint-Annermaar, die in het dorp uitkwam in een haventje bij de plaatselijke Korenmolen. Nadat de maar steeds verder was dichtgeslibd en de handel over het water verdween, werd het haventje in 1940 gedempt.
Begin 20e eeuw telde Sint-Annen 8 middenstanders, waaronder een mosterd- en honingmaker, smid, bakker, kruidenier, kuiper, slachter(tevens barbier), molenaar, schilder, en een timmerman die ook wagenmaker was en een houthandel dreef. Ook telde het dorp 2 cafés met doorrit, waaronder een met een hengstenhouderij. In 1974 sloot de kruidenier (aan de Thesingerweg 1) als laatste, met name omdat nieuwe bewoners (import uit de stad Groningen) er niets meer kochten. Het dorp beschikte ook over een openbare lagere school, maar toen het leerlingenaantal was gedaald tot 11, werd deze ergens tussen 1970 en 1974 gesloten. De klok op het schooltje werd toen vervangen door een klokkenstoel bij het eveneens rond die tijd gesloten kerkje van Sint-Annen. Door de aanleg van de Eemshavenweg eind jaren 1970 werd het afgelegen dorp ineens veel beter ontsloten. In 1982 werd een rondweg aangelegd om het zware verkeer uit het dorp te weren.
| 119¹                                                          | 275 | 309 | 324 | 275 | 258 | 242 | 265 | 232 | 185 | 130 | 140 | 130 | 120 | 185 | 185 |
| Data afkomstig van volkstellingen.nl & CBS. ¹incl. buiten kom |     |     |     |     |     |     |     |     |     |     |     |     |     |     |     |

## Gebouwen

### Kerk
In 1889 werd een oproep geplaatst voor de bouw van een kerkje in Sint-Annen. Dit werd een klein zaalkerkje in het achterste deel van een huis aan het Kerkpad 2. In het voorste deel van dit huis woonde de man die het kerkje schoonhield, er de kachel aanmaakte en er de zondagschool leidde. Het kerkje werd niet echt veel bezocht; de meeste kerkdiensten vonden plaats in de kloosterkerk van Ten Boer. In 1964 zou de kerk zijn gesloten, maar in de jaren 1970 werd het gebouw nog eenmaal per maand voor diensten gebruikt. Het gebouw werd daarop volledig tot woonhuis verbouwd. Naast het voormalige kerkgebouw staat de grote klokkenstoel van Sint-Annen, naar een ontwerp van de Kunstenaarsmaatschap Mulder-Mennens-Vos.

### School
Aan de Hoofdweg 3 staat het voormalige gebouw van de openbare lagere school van Sint-Annen, die twee klassen telde. Het gebouw werd in 1806 gebouwd en in 1890 verbouwd. Boven op het schoolgebouw bevindt zich een dakruiter, waarin tot de Tweede Wereldoorlog een klok uit 1686 van Charles (of Carel of Carolus) Spronneau hing, die afkomstig was uit de kerk van Ten Boer. In 1946 ging Meester Siebering als voorzitter van de Dorpsvereniging met de pet rond om geld te verzamelen voor een nieuwe klok. In 1947 werd de bij Van Bergen in Heiligerlee gegoten klok (61cm, 150kg, toon E bij 15°C) in de schooltoren gehangen. De versierde tekst op de bovenrand van de klok is:
20-11-'46. Mijn voorganger ging verloren bij de Duitsche klokkenroof in de oorlog 1940-1945. Ik roep de levenden en groet de doden.
Nadat de school in 1972 moest sluiten wegens te weinig leerlingen, werd de school nog een tijdlang gebruikt als atelier van de Kunstenaarsmaatschap Mulder-Mennens-Vos. Daarna was er een hondenkennel. Vanaf 1980 werden beide voormalige klaslokalen door het echtpaar Hoogendam ingericht als beeldhouwwerkplaats en schilderatelier. De klok werd niet meer geluid en werd daarom verhuisd naar de klokkenstoel, naar een ontwerp van deze kunstenaars werkgroep. In 1985 werd de torenspits vernieuwd en in 2015 aardbevingsbestendig gemaakt. Naast de school staat op Hoofdweg 5 de voormalige meesterswoning, die versterkt werd in 2015.

### Molens
Het dorp heeft lange tijd een korenmolen gehad. In 1628 was er sprake van dat deze zetelkruier zou moeten worden verplaatst, maar dit ging uiteindelijk niet door. Tussen 1838 en 1839 werd de molen gesloopt om plaats te maken voor een nieuwe koren- en pelmolen. In 1869 werd deze molen mogelijk na een blikseminslag verwoest door brand tijdens een orkaan. In 1870 werd een nieuwe molen gebouwd, maar deze onderging hetzelfde lot in 1882. In het jaar erop werd een nieuwe molen gebouwd, maar ook deze vloog in 1924 in brand. De toenmalige molenaar besloot toen om de molen niet weer te herbouwen, daar deze vanaf 1919 toch al deels was vervangen door een elektromotor. De molen werd daarop omgetrokken en in 1932 werd de bovenbouw gesloopt. De molen werd daarop verbouwd tot woning. In 1987 werd de molen verbouwd tot dorpshuis Meuln.
Direct ten noorden van het dorp stond vanaf 1818 de poldermolen van de Kloostermolenpolder aan de Waterlozing. In 1879 werd molen vervangen door een stoomgemaal en in 1923 door een elektrisch gemaal. De molen en gemalen zijn allemaal verdwenen. Dat geldt ook voor een groot aantal andere poldermolens rond het dorp.

### Overige gebouwen
Aan de Hoofdweg staat 't Fortje, een van de oudste huizen van Sint-Annen, gebouwd in 1794. Naast dit huis stond vroeger de Latijnse school van het klooster. Later stonden hier achtereenvolgens een schuur en een woning. In de 20e eeuw werd er opnieuw een woning gebouwd.

## Geboren
- Johan Sterenberg (1920-2002), beeldhouwer
- Henny Thijssing-Boer (1933-2011), schrijfster van streekromans